# Stulln
Stulln è un comune tedesco di 1 673 abitanti, situato nel land della Baviera.